# Carol Shields
Carol Ann Shields (născută Warner) (2 iunie, 1935 – 16 iulie, 2003) a fost o scriitoare americano-canadiană.
1. 1 2 3  Autoritatea BnF, accesat în 10 octombrie 2015
2. 1 2  Carol Shields, Brockhaus Enzyklopädie, accesat în 9 octombrie 2017
3. 1 2  Carol Shields geb. Warner, FemBio-Datenbank[*]
4. 1 2  Carol Shields, Babelio, accesat în 9 octombrie 2017
5. 1 2  Carol Shields, Encyclopædia Britannica Online, accesat în 9 octombrie 2017
6. ↑  CONOR.SI[*] Verificați valoarea |titlelink= (ajutor)
7. ↑  Guggenheim Fellows database, accesat în 9 mai 2015
8. ↑   http://www.pulitzer.org/citation/1995-Fiction, accesat în 9 mai 2015 Lipsește sau este vid: |title= (ajutor)
9. ↑   https://www.bookcritics.org/past-awards/1994/ Lipsește sau este vid: |title= (ajutor)